# Ribes trilobum
Ribes trilobum är en ripsväxtart som beskrevs av Franz Julius Ferdinand Meyen. Ribes trilobum ingår i släktet ripsar, och familjen ripsväxter. Inga underarter finns listade i Catalogue of Life.